# Palais Lieben-Auspitz

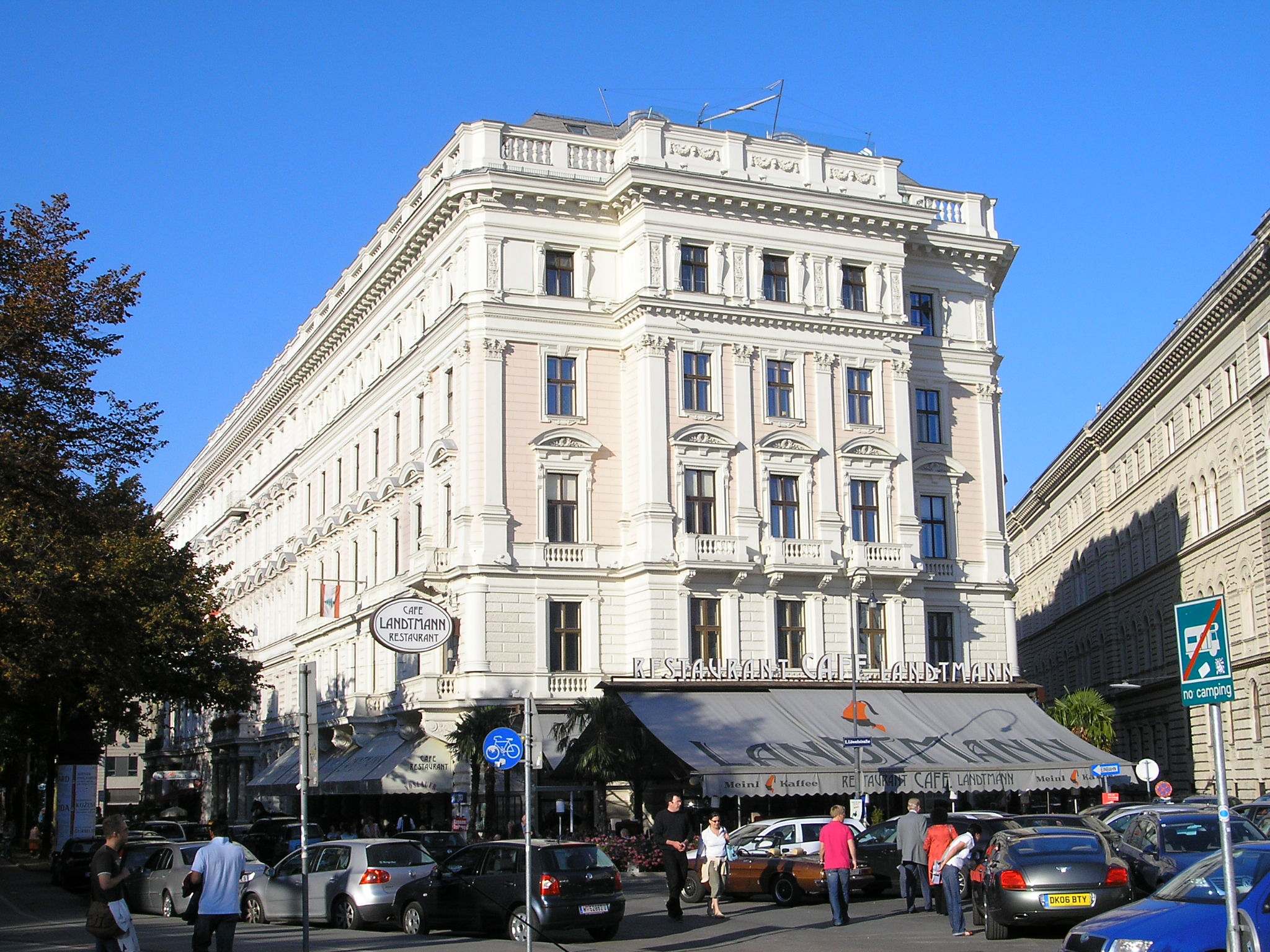
Palais Lieben-Auspitz

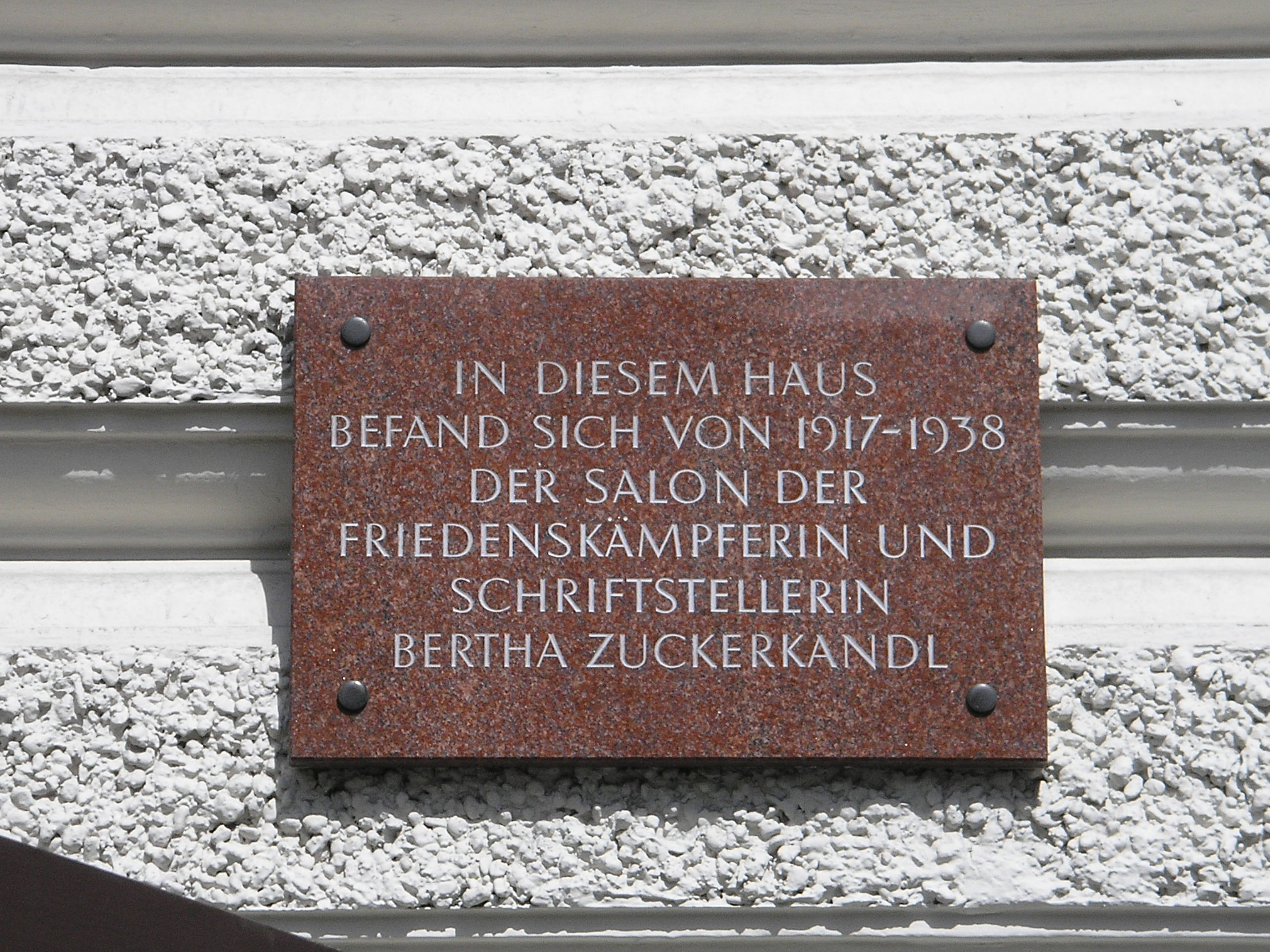
Gedenktafel zu Berta Zuckerkandls literarischem Salon

Das Palais Lieben-Auspitz ist ein Wiener Palais im 1. Wiener Gemeindebezirk, Innere Stadt, am Universitätsring 4, bekannt als Standort des Cafés Landtmann und des legendären Salons von Berta Zuckerkandl-Szeps.

## Geschichte
Es wurde im Auftrag der Geschwister Leopold, Adolf, Helene, Richard und Ida Lieben und ihres Cousins und Helenes Ehemann Rudolf Auspitz von den Architekten Carl Schumann und Ludwig Tischler 1873 bis 1874 im Stil des Historismus errichtet. Zu dieser Zeit war ein Großteil der Wiener Ringstraße noch in Bau: Als das Haus in Betrieb genommen wurde, bestand weder das heute benachbarte Hauptgebäude der Universität Wien noch das neue Haus des Burgtheaters.
Im Erdgeschoß befindet sich das bekannte Café Landtmann. Berta Zuckerkandl-Szeps veranstaltete in diesem Haus ihren literarischen Salon (Eingang Oppolzergasse 6).
Leopold Lieben bezog 1888 den ersten Stock und richtete ihn im Rokokostil ein. Er war der Vater des Physikers Robert von Lieben.
Im Haus wohnte auch Leopold Liebens Tochter, Roberts Schwester Valerie, mit ihrem Ehemann Johann Paul Karplus, einem Arzt. Deren in den Vereinigten Staaten lebender Enkel Martin Karplus wurde 2013 mit dem Nobelpreis für Chemie ausgezeichnet.